# Veau Orloff

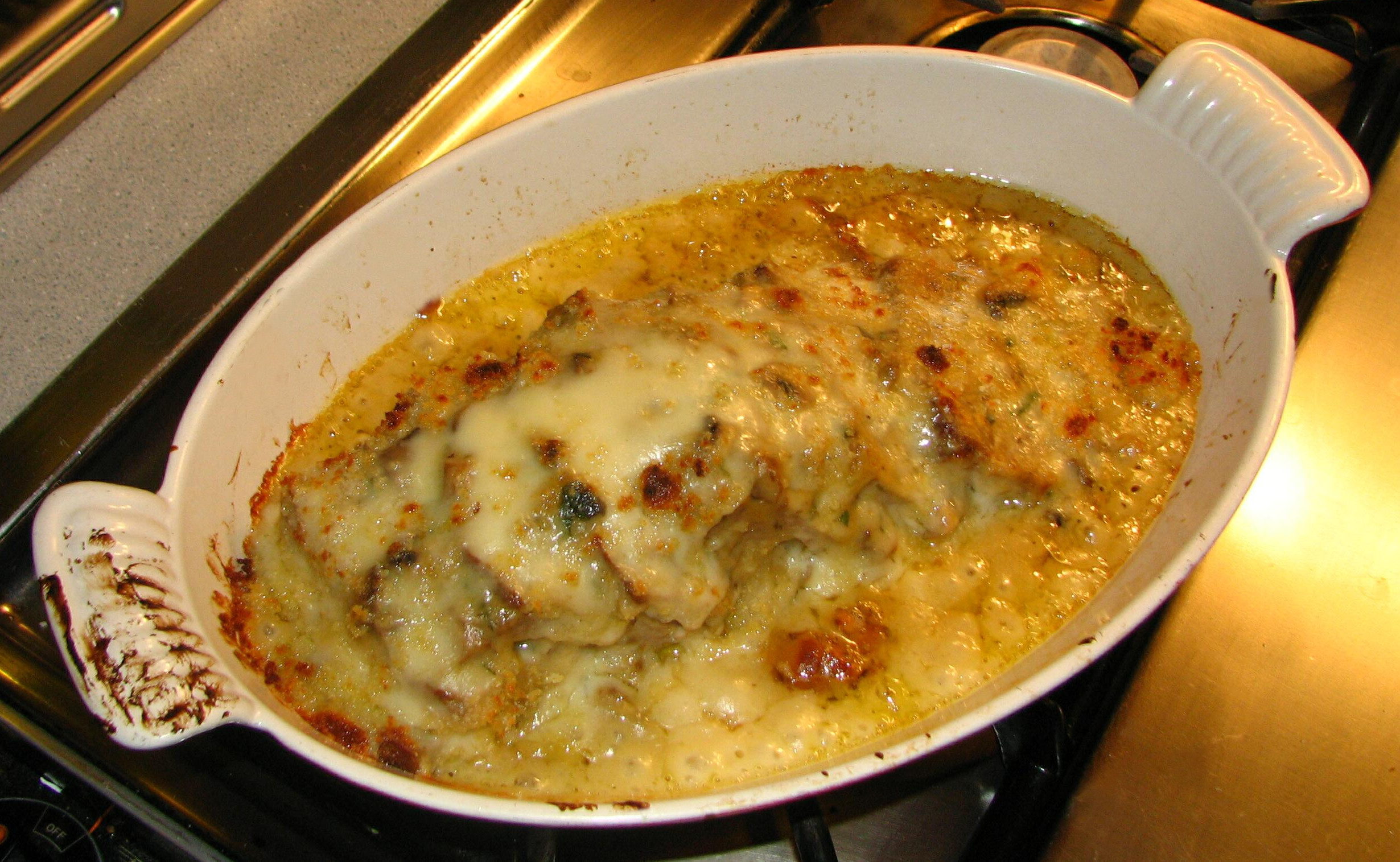
« Veau Orloff »

Le veau Orloff  est un plat de viande de veau en sauce, qui appartient à la gastronomie française

## Histoire
Le plat original fut élaboré au XIXe siècle par le cuisinier français Urbain Dubois, au service du prince Alexeï Fiodorovitch Orlov, ambassadeur de Russie en France.

## Composition
Le veau Orloff est composé d'un rôti de veau préalablement cuit et découpé en tranches que l'on tartine d'un roux mélangé à de la purée d'oignons et des champignons hachés. Le tout est recouvert de la même sauce (ou d'une sauce Mornay) et réchauffé au four[réf. nécessaire].

## Variantes modernes

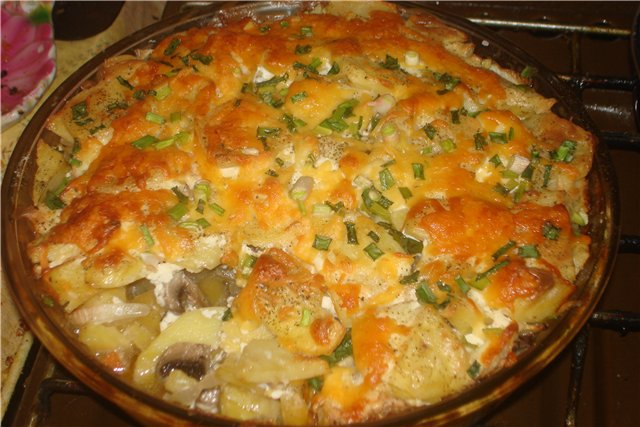
« Viande à la française », un plat russe actuel composé de viande, oignons, champignons, pommes de terre, crème aigre, gratiné au four.

Il existe des recettes françaises modernes de « veau Orloff » comportant des tranches de lard et de fromage intercalées entre les tranches. Ces recettes sont très éloignées de la recette originale, qui ne comporte pas de fromage.
D'autres recettes appartenant à la cuisine russe courante appellent « viande à la française » des plats gratinés au four composés de morceaux de viande, oignons, champignons, pommes de terre, avec de la crème aigre ou de la béchamel.